# Марк Валерий Мессала Корвин
Марк Вале́рий Месса́ла Корви́н (лат. Marcus Valerius Messalla Corvinus; родился, по одной из версий, в 64 году до н. э. — погиб, предположительно, в 13 году) — римский военный и государственный деятель, оратор и писатель из патрицианского рода Валериев Мессал, консул-суффект 31 года до н. э.

## Биография
Сын Марка Валерия Мессалы Нигера, консула 61 до н. э. Уже в молодости с успехом выступал на судебных процессах. В 45 году до н. э., возможно, поехал учиться в Афины. Летом 44 года до н. э. был в Италии и принимал участие в совещании лидеров республиканцев в Анции. Летом 43 года до н. э. отправился в Македонию и стал легатом в армии Брута.
В ноябре 43 года до н. э. был внесён в проскрипционный список второго триумвирата. Триумвиры, однако, опасались его амбиций и влияния, поэтому вскоре выпустили эдикт, в котором говорилось:

Поскольку Мессала, как доказали нам его родственники, даже и не был в Риме, когда убит был Гай Цезарь, он исключается из списков осужденных.— Аппиан Александрийский. Римская история. Гражданские войны, IV, 38;
Мессала отказался воспользоваться прощением, и остался в армии республиканцев. В первой битве при Филиппах командовал легионом на правом фланге у Брута, его солдаты первыми вошли в соприкосновение с противником, а затем, обойдя его с фланга, ворвались в лагерь Октавиана.
После поражения во второй битве при Филиппах вместе с частью войска бежал на Фасос. Поскольку Мессала пользовался наибольшим влиянием после Брута и Кассия, республиканские командиры, желавшие продолжить борьбу, предложили ему принять главное командование. Он отказался, предпочтя сдаться Марку Антонию, которому передал военную казну и тыловые склады.
Следующие несколько лет находился на службе у Антония. В 40 году до н. э. представлял интересы тетрарха Ирода на совещании иудейских представителей с Марком Антонием в Дафне (предместье Антиохии), а затем на заседании сената в Риме, где Ирод был провозглашён царем Иудеи.
Будучи недоволен растущим влиянием Клеопатры на Антония, перешёл на службу к Октавиану. В 36 году до н. э. был заместителем Марка Агриппы в войне с Секстом Помпеем. Когда наварх Помпея Менодор во второй раз решил изменить своему патрону и перейти к Октавиану, Мессала дал ему гарантии безопасности. Собрал несколько легионов на берегу Мессинского пролива для готовившейся высадки на Сицилии. После разгрома у Тавромения люди Мессалы подобрали выбравшегося на берег и совершенно павшего духом Октавиана. Склонные к морализаторству античные авторы считали спасение Октавиана образцом великодушия, и полагали, что Мессала Корвин таким образом вернул долг за то, что его пощадили после Филипп.
В 36 году до н. э. был введён Октавианом в коллегию авгуров сверх положенного штата. Во время Иллирийской войны в 34 году до н. э. подчинил альпийское племя салассов.
В 31 году до н. э. исполнял обязанности консула вместо Антония, вторично объявленного врагом отечества. В битве при мысе Акций командовал частью флота Октавиана.
В 30—29 годах до н. э. был проконсулом Сирии. Организовал расправу над гладиаторами, сражавшимися на стороне Антония. Прежний наместник Квинт Дидий собрал их в Дафне, в ожидании решения Октавиана; Мессала разослал их небольшими группами по разным местам под предлогом зачисления в легионы, а затем они были перебиты. В 28—27 годах до н. э. в качестве проконсула Аквитании подавил восстание местных племён, и 25 сентября 27 года до н. э. отпраздновал триумф.
В 26 году до н. э. был первым назначен на только что созданную должность префекта Рима, но через несколько дней отказался от неё, так как не справился с обязанностями. Согласно «Хронике» Иеронима, сложил полномочия на шестой день, сославшись на несправедливый характер этой магистратуры.
5 февраля 2 года до н. э., будучи вторым после принцепса человеком в сенате, торжественно провозгласил Августа Отцом отечества.
В конце жизни тяжело болел, по словам Плиния Старшего, утратил память и забыл даже собственное имя. Умер около 8 года н. э., уморив себя голодом.

## Культурная деятельность
Считался одним из первых ораторов своего времени. Уже Цицерон в письме Бруту с восхищением пишет о стиле его речей. Светоний сообщает, что будущий император Тиберий, обучаясь латинскому красноречию, считал образцом ораторский стиль Мессалы Корвина. Квинтилиан пишет о Мессале: «блестящий, чистый, как будто и в речи прежде всего заметный своим благородством».
Написал воспоминания о гражданских войнах, которыми пользовались Веллей Патеркул, Плутарх и Аппиан при описании битвы при Филиппах. По словам Тацита, не побоялся написать, что Кассий был его вождем и другом.
Также был автором грамматических сочинений. Оказывал покровительство Тибуллу, который неоднократно воспевал Мессалу в своих элегиях.

## Семья
Жёны:
1. Кальпурния[27], по одной из версий, дочь Марка Кальпурния Бибула, консула 59 года до н. э., и Порции, дочери Катона Младшего.
2. Аврелия[28], предположительно дочь Марка Аврелия Котты, сына Гая Аврелия Котты, консула 75 года до н. э.

Дети:
- Марк Валерий Мессала Мессалин[29], консул 3 года до н. э. (от первого брака)
- Валерия Мессалина[30] (от второго брака). Муж Тит Статилий Тавр, консул 11 года н. э.
- Марк Аврелий Котта Максим Мессалин[31], консул 20 года н. э.